# Prosopocoilus occipitalis roepstorffi
Prosopocoilus occipitalis roepstorffi es una especie de coleóptero de la familia Lucanidae.

## Distribución geográfica
Habita en Andaman (India).